# Región Carbonífera
La Región Carbonífera de Coahuila está situada al norte de la República Mexicana, y al norte en el estado de Coahuila. Cuenta con una extensión territorial de 16 040,1 km² y una población de 160 639 habitantes. Está conformada por 5 municipios, entre ellos se encuentran Melchor Múzquiz, Sabinas, San Juan de Sabinas, Juárez y Progreso.

## Origen del nombre
Su nombre se origina por ser la principal región productora de carbón en el país, pues representa el 95 por ciento de las reservas de México. La minería ha sido durante muchos años la principal actividad económica de las poblaciones que la comprenden. Su industria comprende grandes extracciones de diferentes materiales como son: carbón mineral no coquizable, para producir acero; y coquizable, que se utiliza como combustible en centrales carboeléctricas, además de fluorita, celestita y estroncio.

## División territorial
La Región carbonífera está integrada por 5 municipios del estado de Coahuila:
- Sabinas
- San Juan de Sabinas
- Múzquiz
- Juárez
- Progreso

## Clima
El clima de la Región Carbonífera se distingue por ser seco y semiseco con elevadas y extremas temperaturas de hasta de 45 °C en verano a -5 °C en invierno. Su temporada de lluvias comprende de mayo a octubre.

## Transporte
La Región Carbonífera cuenta con estaciones de ferrocarril en los municipios de Múzquiz, Sabinas y San Juan de Sabinas. Las estaciones se encuentran conectadas a la red nacional de ferrocarril, permitiendo así acceso a las fronteras, puertos y ciudades más importantes del país. 
En esta región, el servicio es proporcionado por las empresas privadas Ferrocarril Mexicano (Ferromex) y Línea Coahuila Durango (LCD).